# كأس السوبر الألباني 2005
بطولة كأس السوبر الألباني 2005 هي النسخة الثانية عشر من بطولة كأس السوبر الألباني، لعب يوم 21 أغسطس 2005 في الاستاد الوطني بتيرانا، بين فريق تيرانا الفائز بالدوري وفريق تاوتا دوريس الفائز بكأس ألبانيا. وقد انتهت المباراة بفوز تيرانا بالمباراة بنتيجة 5–4 بركلات الترجيح بعد انتهاء الوقتين الأصلي والإضافي بالتعادل السلبي بين الفريقين، ليحصد لقبه الخامس في تاريخ البطولة.

## التفاصيل
| تيرانا | 0–0 (ب.و.إ.) | تاوتا دوريس |
| ------ | ------------ | ----------- |
|        |              |             |

| الحكام المساعدون: سوكول أفدو أريان مالي الحكم الرابع: بارذيل باشاي | قوانين المباراة - 90 دقيقة. - 30 دقيقة من الوقت الإضافي إذا لزم الأمر. - ركلات جزاء ترجيحية إذا استمرت النتيجة متعادلة. |